# Колекція Фріка
Колекція Фріка (англ. Frick Collection) — художній музей, розташований у будинку Генрі Клея Фріка на Мангеттені, Нью-Йорк, США. В ному розміщена колекція промисловця Генрі Клея Фріка (1849—1919).
Музей Колекція Фріка щороку відвідує 275—300 тис. чоловік.

## Колекція
Музей Колекція Фріка є одним з видатних малих художніх музеїв в США, який має чудову колекцію картин старих майстрів і прекрасних меблів, яка розміщена в шести галереях на території колишньої резиденції. Спочатку це був особняк, що згодом перетворився на музей. Багато з картин досі розташовані відповідно до дизайну Фріка. Окрім своєї постійної колекції, музей завжди організовує невеликі, тематичні тимчасові виставки.
У колекції представлені деякі з найвідоміших картин провідних європейських художників, а також численних творів скульптури і порцеляни. Також там є французькі меблі, ліможська порцеляна, емалі і східні килими 18-го століття.
Після смерті Фріка, починаючи з 1919 року, його донька Гелен Клей Фрік розширила колекцію на третину через закупку витворів мистецтва.

## Частина картин колекції

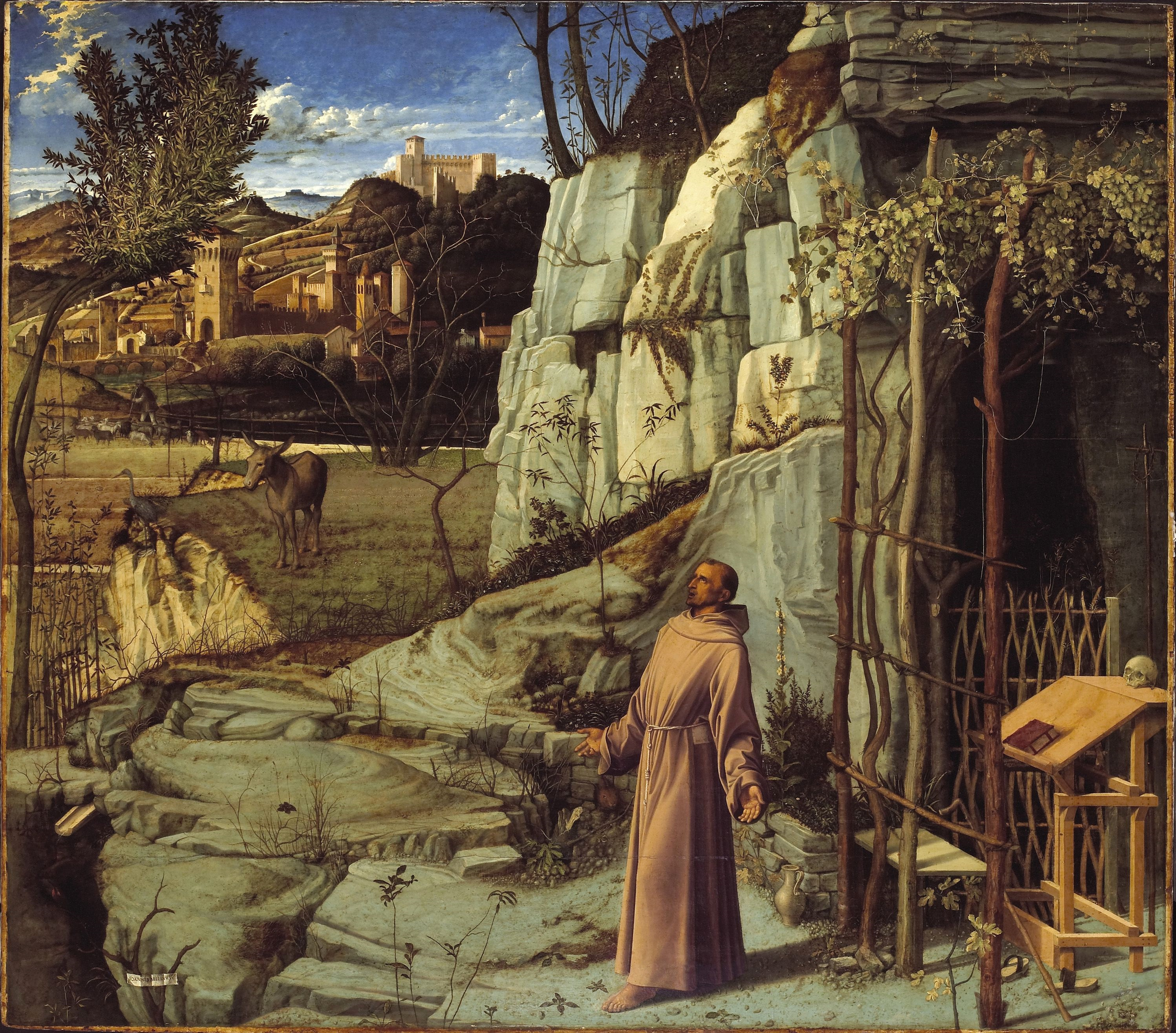
Джованні Белліні, Святий Франциск в пустелі, 1478
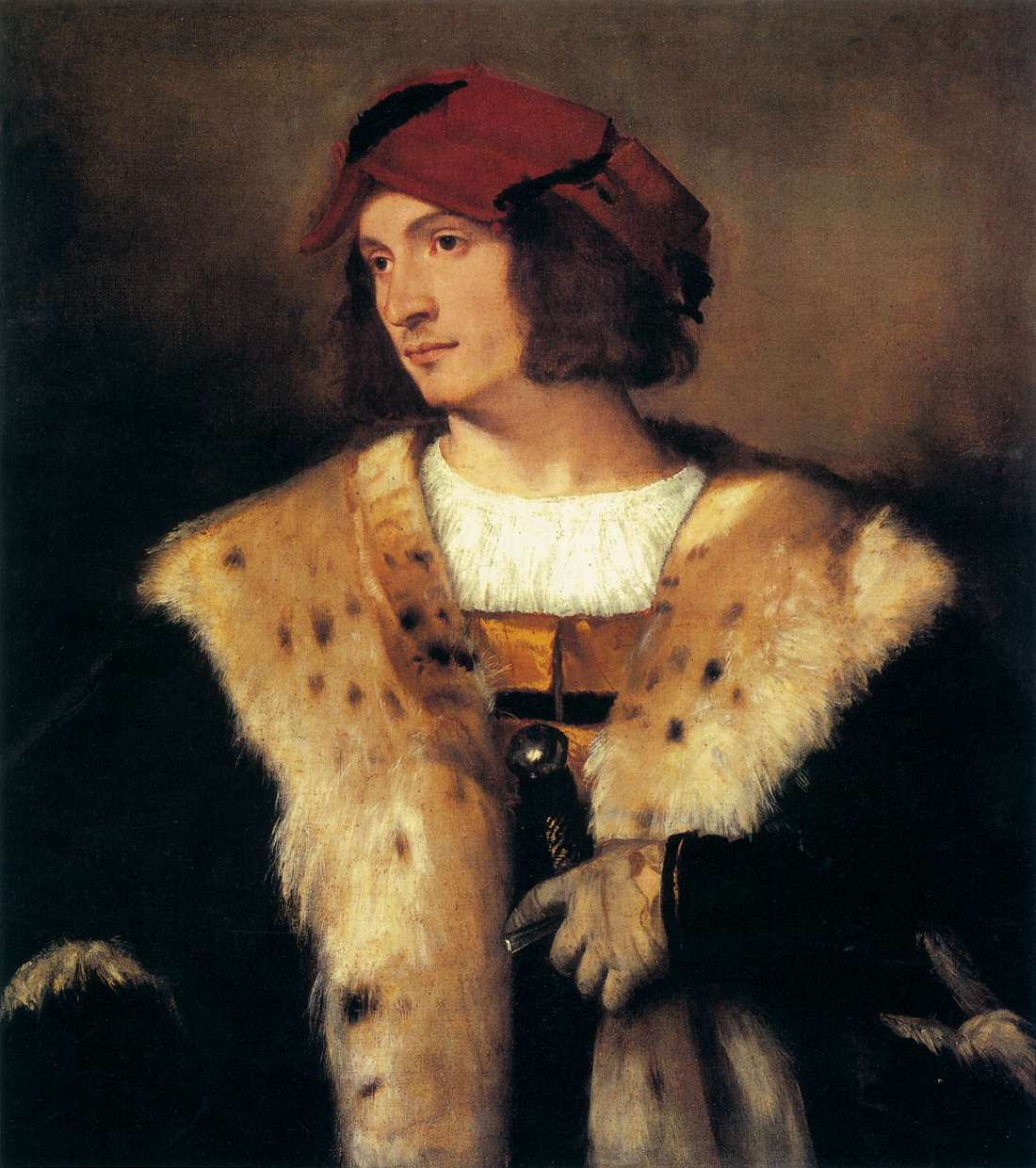
Тіціан, Портрет чоловіка в червоній шапці, c. 1516
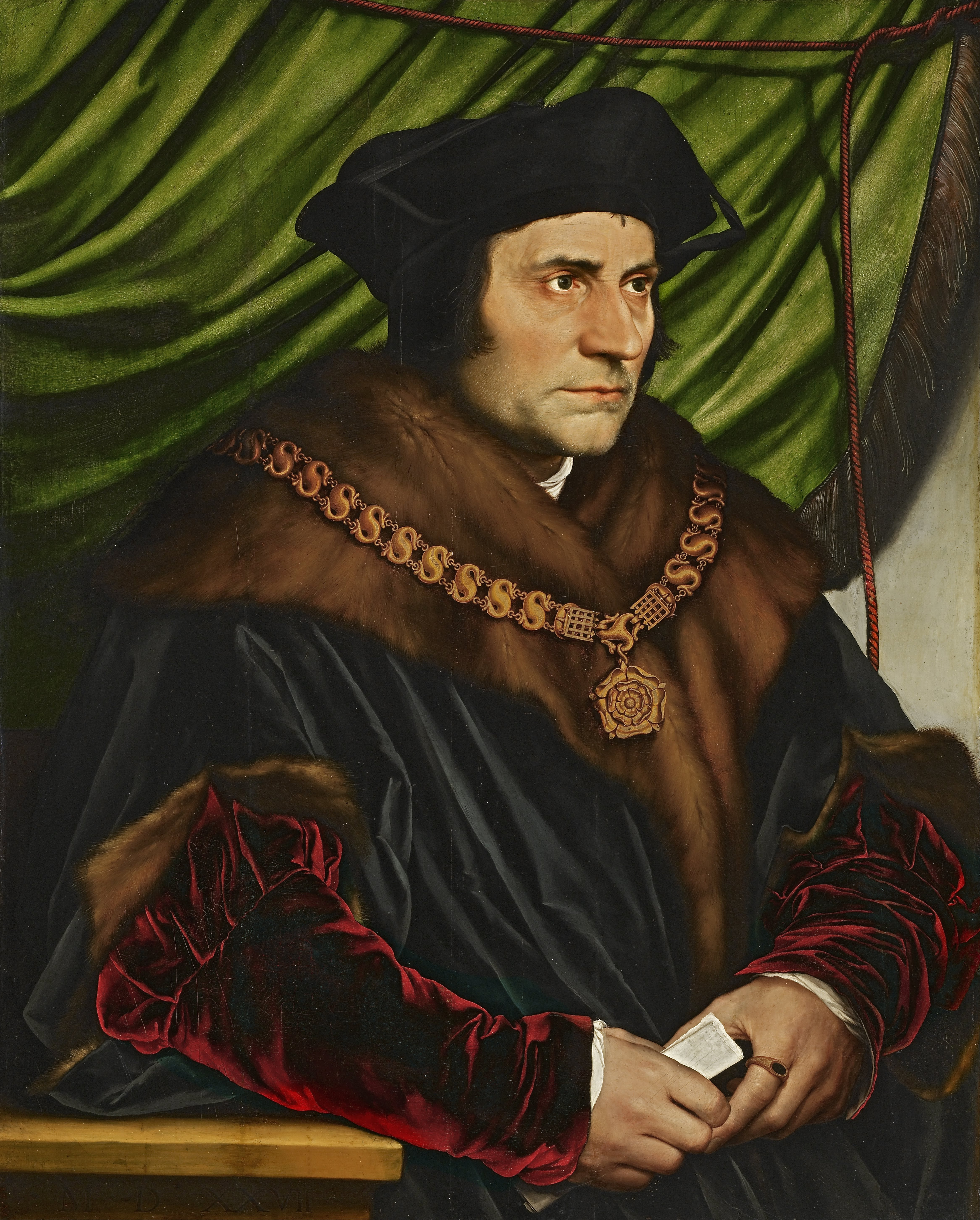
Ганс Гольбейн молодший, Портрет Томаса Мора, 1527
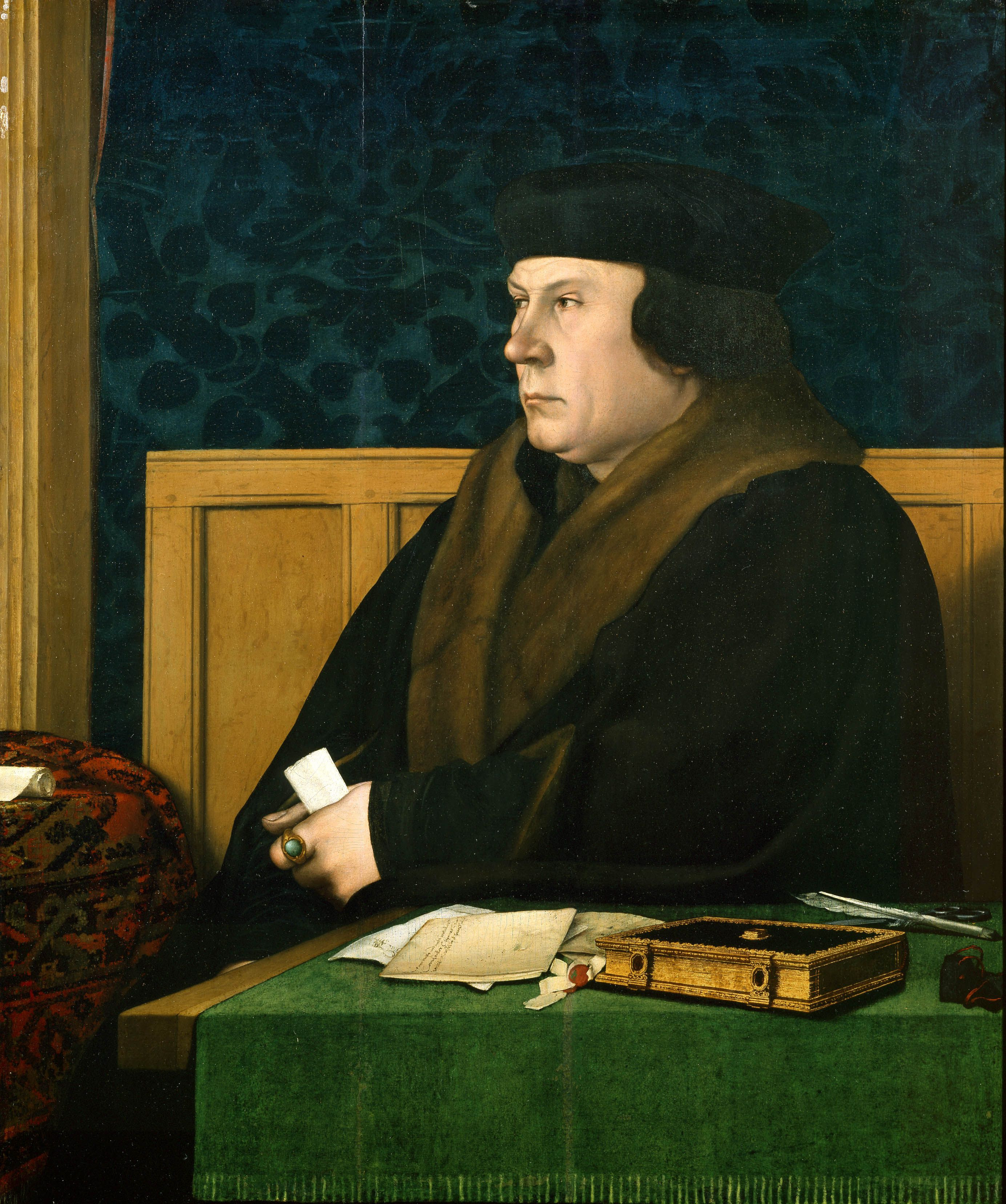
Ганс Гольбейн молодший, Томас Кромвель, 1532 чи 1533
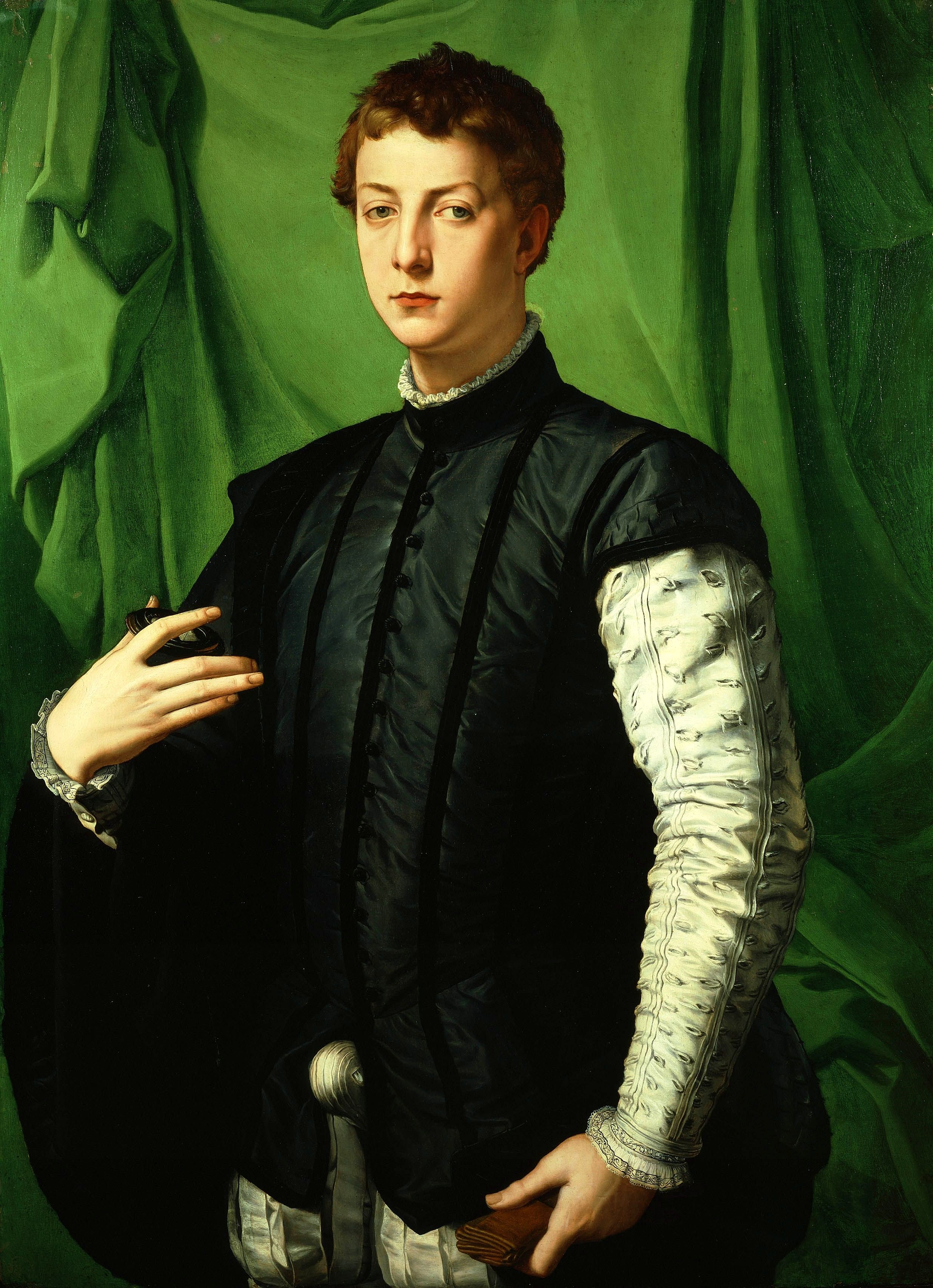
Бронзіно, Портрет Людовіка Каппона, 1551
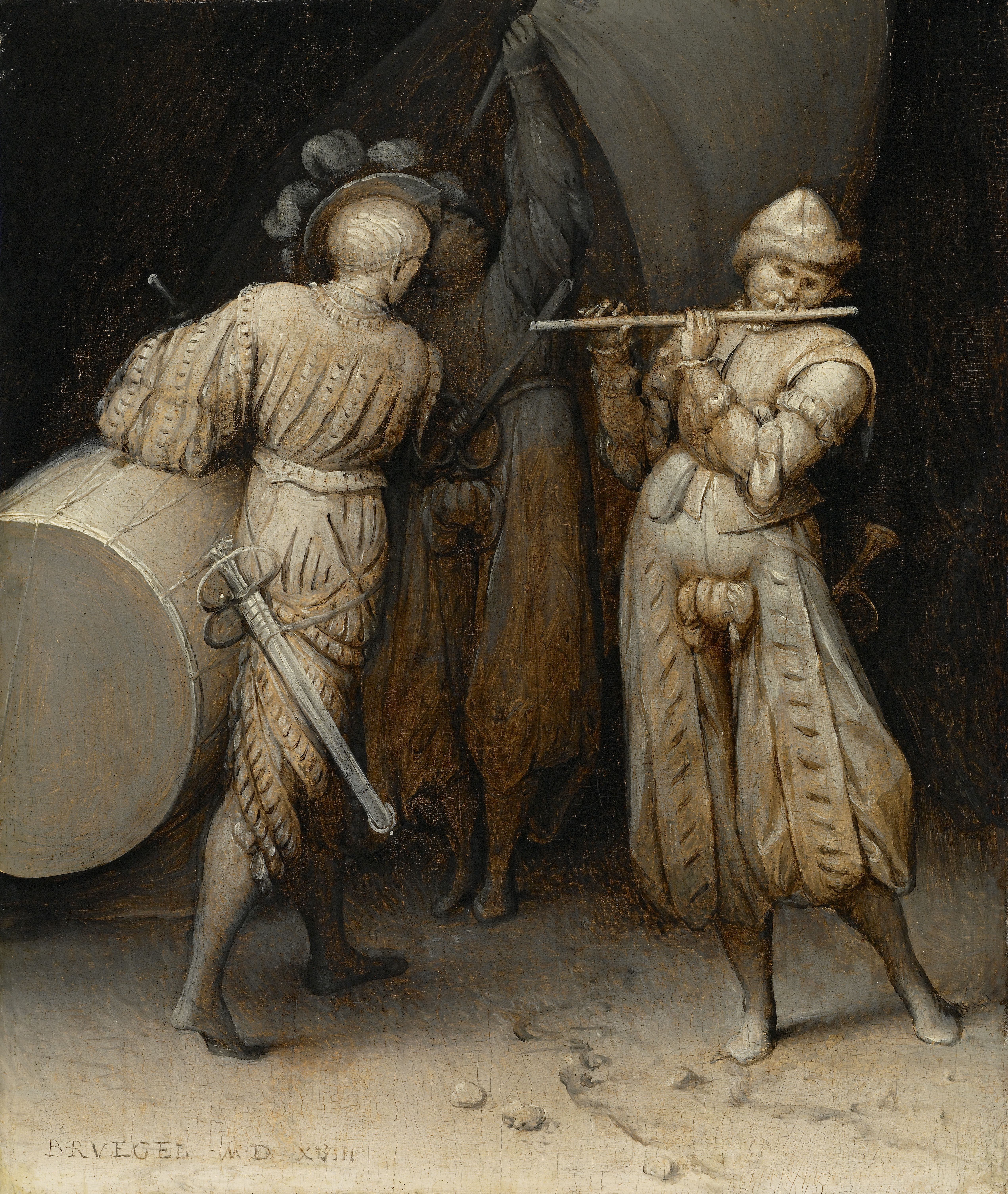
Пітер Брейгель старший, Три солдати, 1568
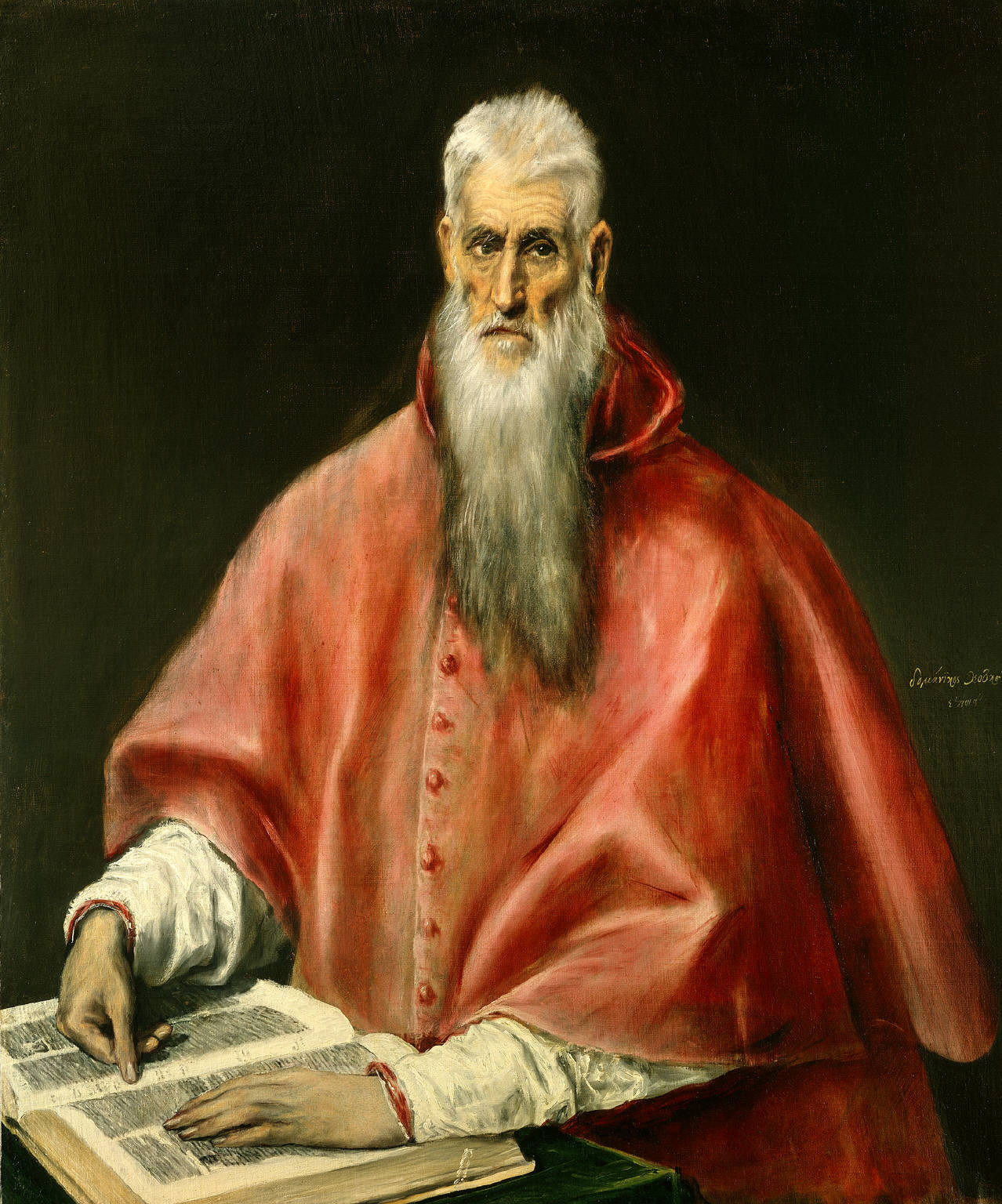
Ель Греко, Ієронім Стридонський, c. 1590–1600
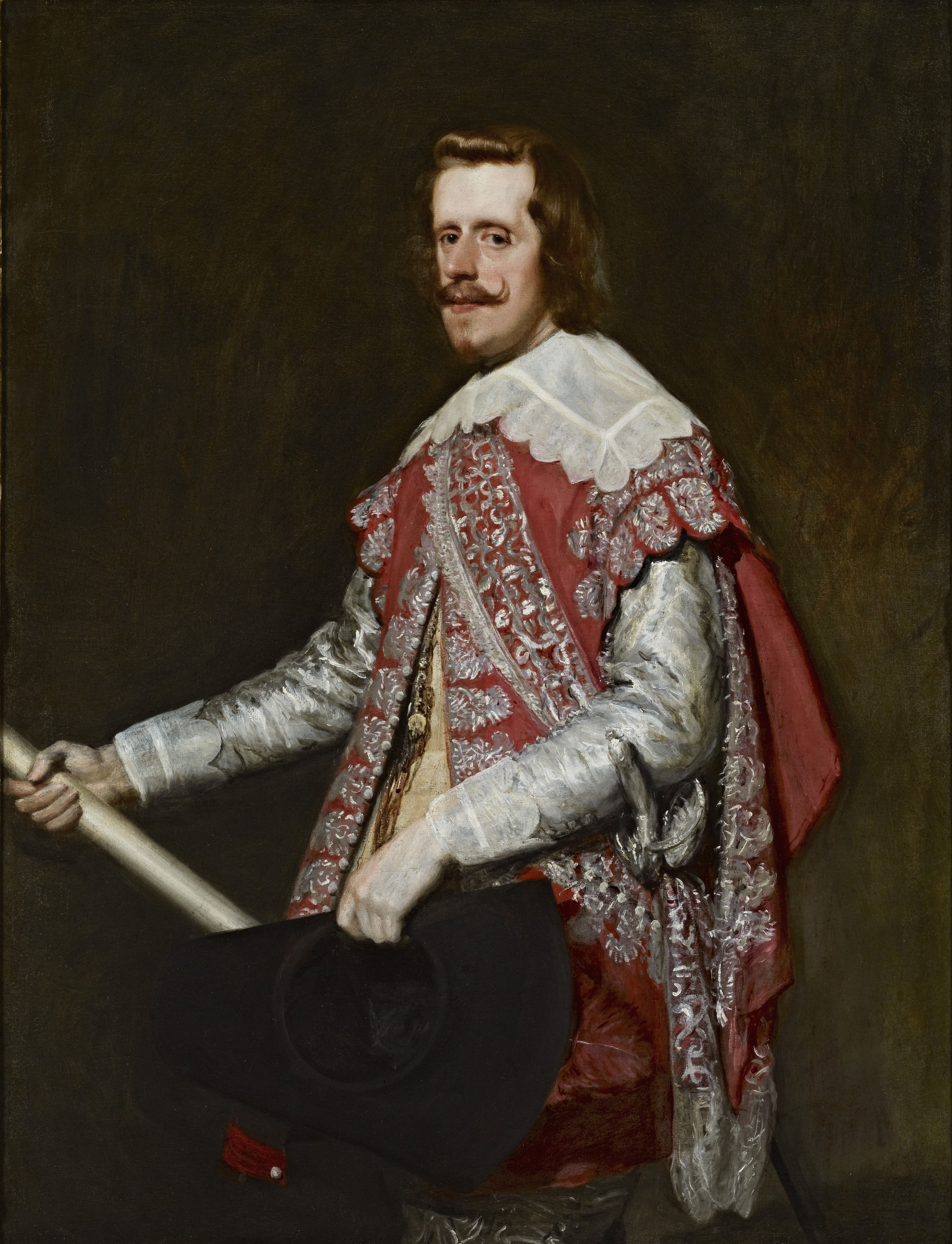
Дієго Веласкес, Портрет Філіпа IV у Фразі, 1644
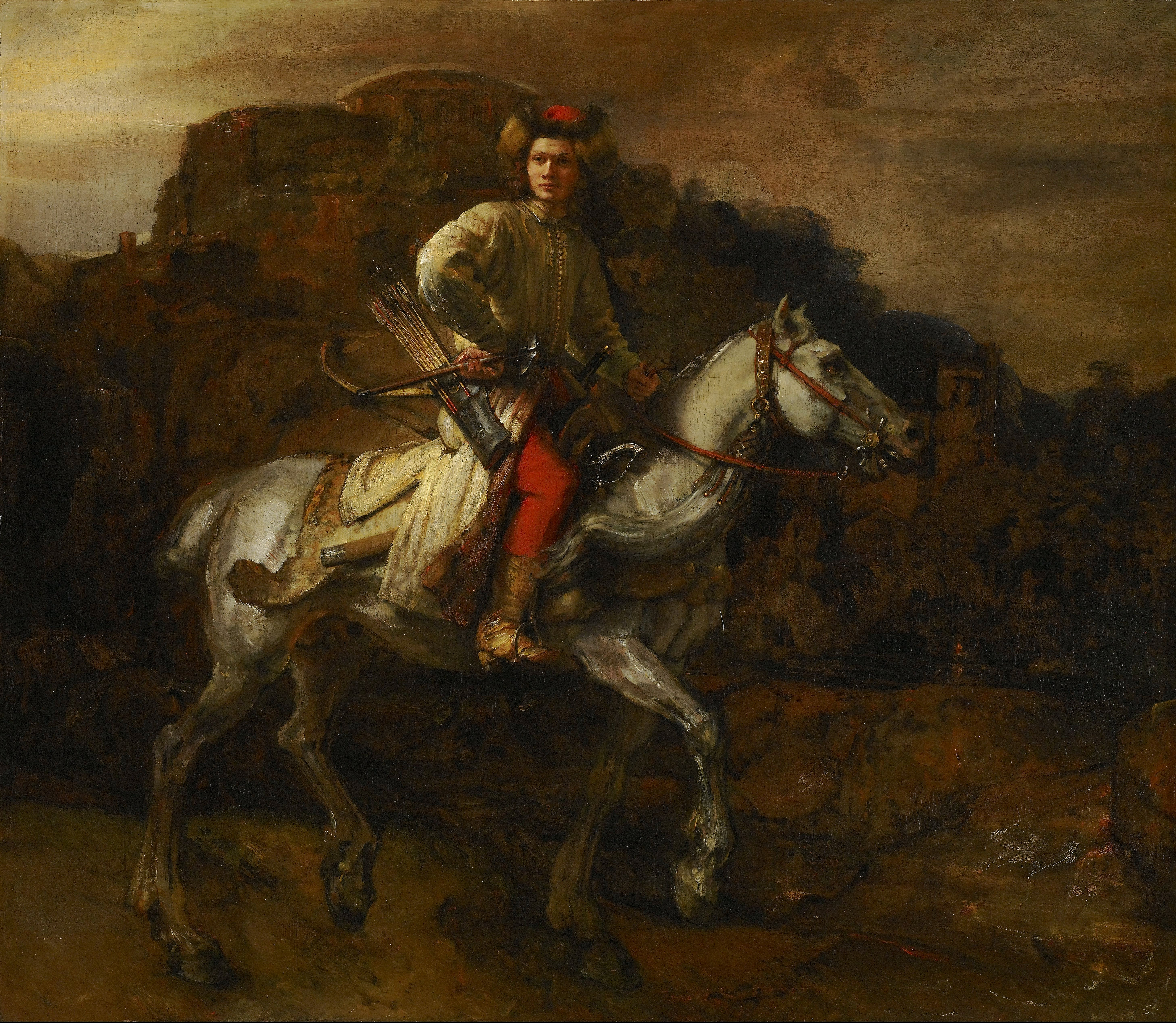
Рембрандт ван Рейн, Польський вершник, 1655
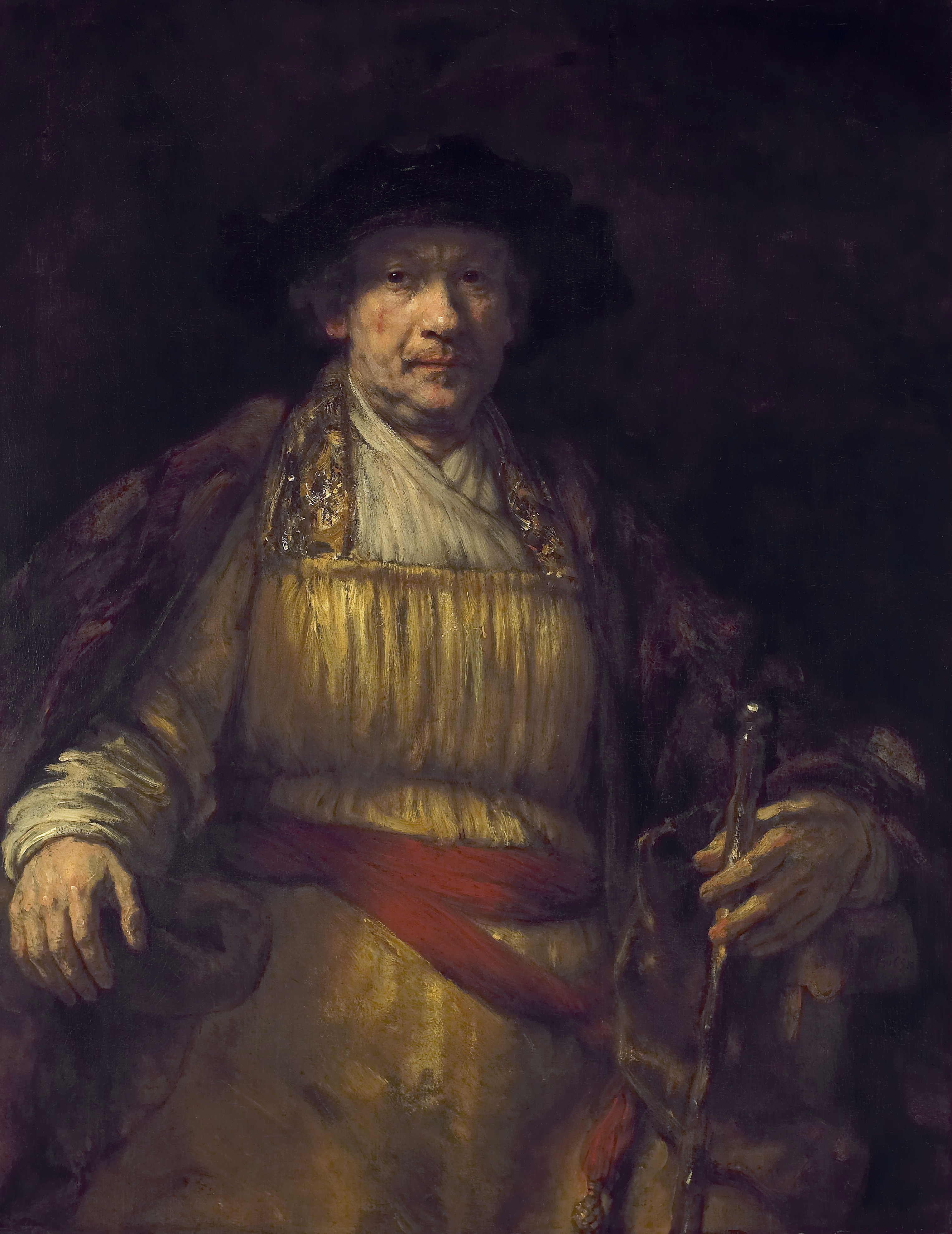
Рембрандт ван Рейн, Автопортрет, 1658
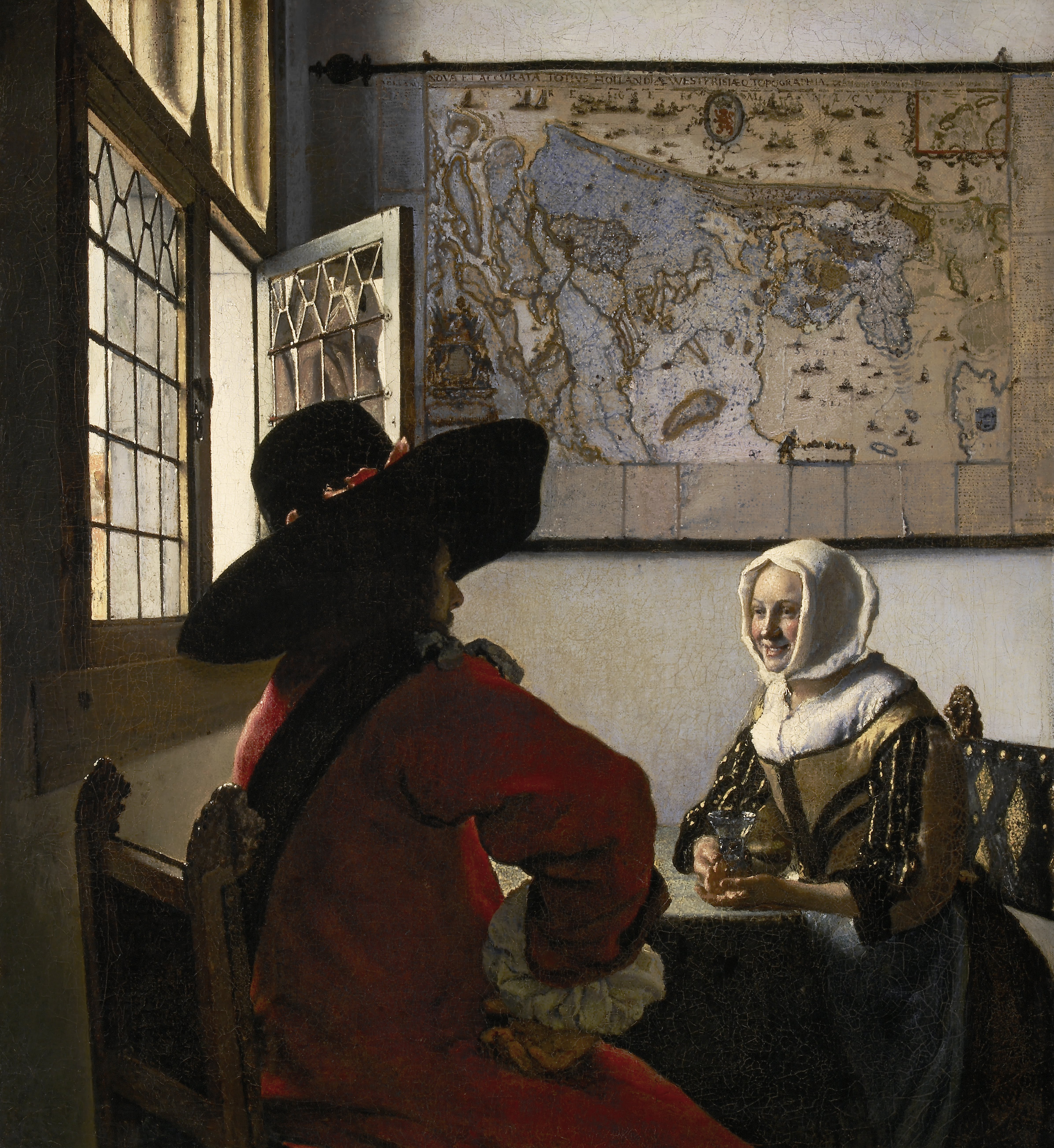
Ян Вермер, Офіцер і дівчина що сміється, 1657
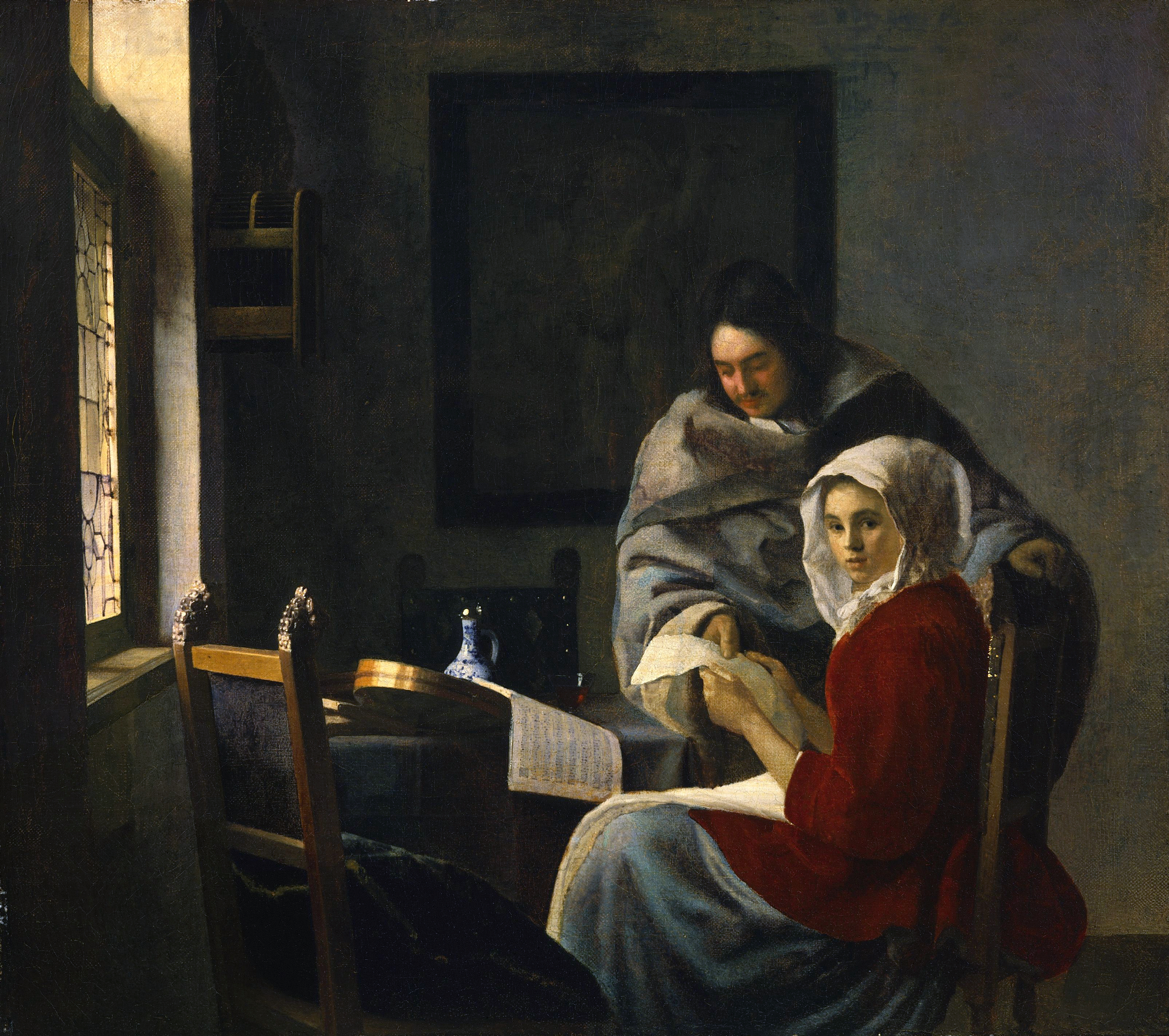
Ян Вермер, Дівчину зупиняють під час виконання музики, 1658–1661

## Виноски
1. ↑  Global Research Identifier Database — 2015.
2. 1 2  Зведений список імен діячів мистецтва
3. ↑  Gateway to Research
4. ↑  https://www.frick.org/
5. ↑  https://www.frick.org/press/selldorf_architects_selected_design_expansion_upgrade_frick_collection
6. ↑  https://www.frick.org/about/history
7. 1 2  SNAC — 2010.
8. ↑  Julia Halperin (11 січня 2014), Frick's finch lays golden egg [Архівовано 13 лютого 2014 у Wayback Machine.] The Art Newspaper.
9. ↑  Carol Vogel (September 7, 1998), Director Tries Gentle Changes For the Frick [Архівовано 3 квітня 2015 у Wayback Machine.] New York Times.